# EMC Golf Challenge Open 2014
Het EMC Golf Challenge Open 2014 is een golftoernooi van de Europese Challenge Tour 2014. Het toernooi was van donderdag 2 tot zondag 5 oktober en werd gespeeld op de Olgiata Golf Club bij Rome en werd gewonnen door Ricardo Gouveia. De vorige editie van dit toernooi was in 2011 en werd het Roma Golf Open genoemd. De winnaar was toen Sam Little. Het prijzengeld is € 180.000, waarvan € 28.800 voor de winnaar is bestemd.